# Spatholirion
Spatholirion é um género botânico pertencente à família Commelinaceae.

## Espécies
- Spatholirion calcicola
- Spatholirion decumbens
- Spatholirion elegans
- Spatholirion longifolium
- Spatholirion ornatum
- Spatholirion puluongense
- Spatholirion scandens